# C. Buddingh'
C. Buddingh' (1918-1985), nascut com Cornelis Budding' és un poeta i traductor neerlandès.
És conegut per als seus poemes «De Blauwbilgorgel» (una au imaginari, hom podria traduir com «gàrgara de cul blau» tenint en compte les dificultats de traduir paraules inexistents) i «Pluk de dag», caracteritzat per una mescla d'humor, autoironia i absurditat. Com traductor va transposar al neerlandès entre altres obres de William Shakespeare.
Sempre va insistir que el seu nom de ploma era C. Buddingh' amb inicial i prou. Reservava el seu nom de pila Kees o Cees (pronúncia «qués», un abreujat del nom Cornelis molt popular als Països Baixos) per a l'estricta intimitat. El 1973 es va queixar al seu diari: «Tot arreu em diuen ‘Cees', tot i que jo seria el darrere per triar tal nom de pila»

## De blauwbilgorgel
Assaig de traducció d'un extret, tot i tenir en compte que les paraules blauwbilgorgel, porgel, porulan, raban, korgel i rimmelrijst no existeixen ni en neerlandès i que els equivalents catalans són doncs, per definició inexistents, però donen l'espèrit del poema i respecten la rima i el ritme.
| «                                               | (neerlandès) Ik ben de blauwbilgorgel, Mijn vader was een porgel, Mijn moeder was een porulan, Daar komen vreemde kind'ren van. Raban! Raban! Raban! Ik ben een blauwbilgorgel Ik lust alleen maar korgel, Behalve als de nachtuil krijst, Dan eet ik riep en rimmelrijst. Rabijst! Rabijst! Rabijst! | (català) Sóc el gàngar de cul blau Mon pare era un porgau Ma mare era porulanya Junts fan canalla estranya Rabanya! Rabanya! Sóc un gàngar de cul blau Només menjo corgau Si crida el mussol de nit Menjo crit i arròs rimit Rabit! Rabit! Rabit! | » |
| — C. Buddingh', De Blauwbilgorgel 1943 (extret) | | |   |

## Obres destacades
- «De Blauwbilgorgel» (1943), poema absurd
- Het houdt op met zachtjes regenen (1976) (Para la pluja dolça), Premi Jan Campert
- Verzamelde gedichten (obra poètica, 1971)
- Buddingh' gebundeld (obra completa, 2010)

Per a una bibliografia primària i secundària completa, vegeu la seva fitxa a la Biblioteca digital de la literatura neerlandesa.